# Marizy-Sainte-Geneviève
Marizy-Sainte-Geneviève è un comune francese di 132 abitanti situato nel dipartimento dell'Aisne della regione dell'Alta Francia.

## Società

### Evoluzione demografica
Abitanti censiti